# French International 2013
Die French International 2013 fanden vom 28. bis zum 31. März 2013 in Orléans statt. Es war die zweite Austragung dieser internationalen Titelkämpfe von Frankreich im Badminton. Sie sind nicht zu verwechseln mit den French Open, welche auch Internationale Meisterschaften von Frankreich genannt werden.

## Medaillengewinner
| Disziplin    | Gold                          | Silber                               | Bronze                              |
| ------------ | ----------------------------- | ------------------------------------ | ----------------------------------- |
| Herreneinzel | Rajiv Ouseph                  | Flemming Quach                       | Eric Pang                           |
| Herreneinzel | Rajiv Ouseph                  | Flemming Quach                       | Brice Leverdez                      |
| Dameneinzel  | Beatriz Corrales              | Olga Konon                           | Yuka Kusunose                       |
| Dameneinzel  | Beatriz Corrales              | Olga Konon                           | Linda Zechiri                       |
| Herrendoppel | Adam Cwalina Przemysław Wacha | Baptiste Carême Gaëtan Mittelheisser | Andreas Heinz Max Schwenger         |
| Herrendoppel | Adam Cwalina Przemysław Wacha | Baptiste Carême Gaëtan Mittelheisser | Peter Käsbauer Josche Zurwonne      |
| Damendoppel  | Rie Eto Yu Wakita             | Amelia Alicia Anscelly Soong Fie Cho | Tatjana Bibik Anastasia Chervyakova |
| Damendoppel  | Rie Eto Yu Wakita             | Amelia Alicia Anscelly Soong Fie Cho | Imogen Bankier Petya Nedelcheva     |
| Mixed        | Robert Blair Imogen Bankier   | Marcus Ellis Alyssa Lim              | Valeriy Atrashchenkov Anna Kobceva  |
| Mixed        | Robert Blair Imogen Bankier   | Marcus Ellis Alyssa Lim              | Ronan Labar Laura Choinet           |